# Ahmed Al-Attas
Ahmed Al-Attas (28 settembre 1995) è un calciatore emiratino, centrocampista dell'Al Dhafra.

## Carriera

### Club
Ha sempre giocato nel campionato emiratino.

### Nazionale
Ha esordito in Nazionale nel 2015.

## Palmarès
- Giochi asiatici: 1

2018